# Кузьмино-Гребельська сільська рада
Ку́зьмино-Гре́бельська сільська́ ра́да — адміністративно-територіальна одиниця та орган місцевого самоврядування у Христинівському районі Черкаської області. Адміністративний центр — село Кузьмина Гребля.

## Загальні відомості
- Населення ради: 1 343 особи (станом на 2001 рік)

## Населені пункти
Сільській раді були підпорядковані населені пункти:
- с. Кузьмина Гребля
- с-ще Хасанівка

## Склад ради
Рада складалася з 16 депутатів та голови.
- Голова ради: Бойчук Валентина Василівна

### Керівний склад попередніх скликань
| Прізвище, ім'я, по батькові  | Основні відомості                                                               | Дата обрання | Дата звільнення |
| ---------------------------- | ------------------------------------------------------------------------------- | ------------ | --------------- |
| Коломієць Андрій Миколайович | Сільський голова, 1968 року народження, член Народної партії                    | 26.03.2006   | 31.10.2010      |
| Бойчук Валентина Василівна   | Сільський голова, 1973 року народження, освіта середня спеціальна, позапартійна | 31.10.2010   |                 |
| Бойчук Валентина Василівна   | Сільський голова, 1973 року народження, освіта середня спеціальна, позапартійна | 31.10.2010   |                 |

Примітка: таблиця складена за даними сайту Верховної Ради України

### Депутати
За результатами місцевих виборів 2010 року депутатами ради стали:

#### За суб'єктами висування
| Суб'єкт висування                                       | Кількість обраних депутатів | %    |
| ------------------------------------------------------- | --------------------------- | ---- |
| Політична партія Всеукраїнське об'єднання «Батьківщина» | 7                           | 43,8 |
| Політична партія «Сильна Україна»                       | 4                           | 25   |
| Самовисування                                           | 2                           | 12,5 |
| Соціалістична партія України                            | 2                           | 12,5 |
| Комуністична партія України                             | 1                           | 6,3  |

#### За округами
| № округу                                                | Прізвище, ім'я, по батькові   | Дата визнання обраним | Освіта             | Партійна приналежність             | Відомості про обраного депутата                               |
| ------------------------------------------------------- | ----------------------------- | --------------------- | ------------------ | ---------------------------------- | ------------------------------------------------------------- |
| Комуністична партія України                             |                               |                       |                    |                                    |                                                               |
| 12                                                      | Яковенко Ніна Василівна       | 05.11.2010            | середня            | позапартійна                       | ТОВ «Зоря», прибиральниця                                     |
| Політична партія Всеукраїнське об'єднання «Батьківщина» |                               |                       |                    |                                    |                                                               |
| 2                                                       | Гичко Валентина Василівна     | 05.11.2010            | вища               | позапартійна                       | Кузьмино-Гребельська загальноосвітня школа І-ІІІ ст., вчитель |
| 4                                                       | Фещенко Андрій Миколайович    | 05.11.2010            | вища               | позапартійний                      | Кузьмино-Гребельська сільська рада, землевпорядник            |
| 5                                                       | Бондаренко Наталія Леонідівна | 05.11.2010            | вища               | позапартійна                       | Кузьминогребельська загальноосвітня школа І-ІІІ ст., вчитель  |
| 6                                                       | Фещенко Марина Леонідівна     | 05.11.2010            | вища               | позапартійна                       | ТОВ «Кузьмина Гребля», бухгалтер                              |
| 7                                                       | Могилюк Олег Григорович       | 05.11.2010            | середня            | позапартійний                      | тимчасово не працює                                           |
| 13                                                      | Бойчук Валентина Василівна    | 05.11.2010            | середня спеціальна | позапартійна                       | Кузьмино-гребельська сільська рада, секретар                  |
| 14                                                      | Музиченко Олександр Дмитрович | 05.11.2010            | середня            | позапартійний                      | ДП «Ілліч-Агро Умань», тракторист                             |
| Політична партія «Сильна Україна»                       |                               |                       |                    |                                    |                                                               |
| 3                                                       | Скоропад Петро Іванович       | 05.11.2010            | середня            | позапартійний                      | пенсіонер                                                     |
| 8                                                       | Бойко Людмила Леонідівна      | 05.11.2010            | середня            | позапартійна                       | Укрпошта, листоноша                                           |
| 10                                                      | Рубцов Валерій В'ячеславович  | 05.11.2010            | середня            | позапартійний                      | ТОВ «Кузьмина Гребля», тракторист                             |
| 16                                                      | Валюх Василь Васильович       | 05.11.2010            | середня            | позапартійний                      | ТОВ «Кузьмина Гребля», тракторист                             |
| Соціалістична партія України                            |                               |                       |                    |                                    |                                                               |
| 1                                                       | Шарандак Світлана Миколаївна  | 05.11.2010            | середня            | позапартійна                       | Кузьмино-Гребельська медична амбулаторія, акушерка            |
| 9                                                       | Мельник Віктор Васильович     | 05.11.2010            | вища               | член Соціалістичної партії України | Кузьминогребельська загальноосвітня школа І-ІІІ ст., вчитель  |
| Самовисування                                           |                               |                       |                    |                                    |                                                               |
| 11                                                      | Дядюра Майя Петрівна          | 05.11.2010            | вища               | член Соціалістичної партії України | Кузьминогребельська загальноосвітня школа І-ІІІ ст., вчитель  |
| 15                                                      | Коваленко Тетяна Миколаївна   | 05.11.2010            | середня            | позапартійна                       | Кузьмино-гребельська сільська рада, бухгалтер                 |